# Andorra nos Jogos Olímpicos de Inverno de 2006
Andorra mandou 3 competidores para os Jogos Olímpicos de Inverno de 2006, em Turim, na Itália. A delegação não conquistou nenhuma medalha.

## Desempenho

### Esqui alpino
| Atletas          | Evento              | Final      | Final      | Final      | Final   | Final |     |
| Atletas          | Evento              | 1ª Corrida | 2ª Corrida | 3ª Corrida | Total   | Pos.  |     |
| ---------------- | ------------------- | ---------- | ---------- | ---------- | ------- | ----- | --- |
| Alex Antor       | Downhill masculino  |            |            |            | 1:55.01 | 39    |     |
| Alex Antor       | Super-G masculino   | DNF        | DNF        | DNF        | DNF     | DNF   |     |
| Alex Antor       | Slalom masculino    | DNF        | DNF        | DNF        | DNF     | DNF   |     |
| Alex Antor       | Combinado masculino | 1:43.84    | DNF        | DNF        | DNF     | DNF   | DNF |
| Roger Vidosa     | Downhill masculino  |            |            |            | 1:59.24 | 50    |     |
| Roger Vidosa     | Slalom masculino    | 59.87      | 54.16      |            | 1:54.03 | 27    |     |
| Roger Vidosa     | Combinado masculino | 1:46.09    | 48.23      | 47.05      | 3:21.37 | 28    |     |
| Emilia Estevenet | DNS                 | DNS        | DNS        | DNS        | DNS     | DNS   |     |
| Mireia Gutierrez | DNS                 | DNS        | DNS        | DNS        | DNS     | DNS   |     |

### Esqui cross-country
| Atleta          | Evento                          | Preliminares | Preliminares | Quartas | Quartas | Semifinal | Semifinal | Final   | Final |
| Atleta          | Evento                          | Total        | Pos.         | Total   | Pos.    | Total     | Pos.      | Total   | Pos.  |
| --------------- | ------------------------------- | ------------ | ------------ | ------- | ------- | --------- | --------- | ------- | ----- |
| Francesc Soulie | Clássico masculino              |              |              |         |         |           |           | 44:42.6 | 71    |
| Francesc Soulie | Perseguição combinada masculina |              |              |         |         |           |           | DNF     | DNF   |
| Francesc Soulie | Largada coletiva masculina      |              |              |         |         |           |           | DNF     | DNF   |

Legenda
| Recorde mundial      | Recorde mundial (World record)               |                       | Recorde africano                      | Recorde africano (African) |                                           | Q | Classificado por posição (Qualified) |
| Recorde olímpico     | Recorde olímpico (Olympic record)            | Recorde da América    | Recorde da América (Americas)         | q                          | Classificado por melhor tempo (Qualified) |   |                                      |
| Melhor marca do ano  | Melhor marca do ano (World leading)          | Recorde asiático      | Recorde asiático (Asian)              | DNS                        | Não largou (Did not start)                |   |                                      |
| Recorde nacional     | Recorde nacional (National record)           | Recorde europeu       | Recorde europeu (European)            | DNF                        | Não terminou (Did not finish)             |   |                                      |
| Recorde pessoal      | Recorde pessoal do atleta (Personal best)    | Recorde da Oceania    | Recorde da Oceania (Oceania)          | DSQ / DQ                   | Desclassificado (Disqualified)            |   |                                      |
| Recorde da temporada | Recorde da temporada do atleta (Season best) | Recorde sul-americano | Recorde sul-americano (South America) | NM                         | Sem marca (No mark)                       |   |                                      |